# Prins Fumihito Akishino af Japan
Fumihito, Prins Akishino, kronprins af Japan (født 30. november 1965) er kronprins af Japan. Han er bror til Japans nuværende kejser Naruhito.

## Ægteskab og børn
Den 29. juni 1990 giftede Fumihito sig med Kiko Kawashima, datter af Tatsuhiko Kawashima (professor i økonomi ved Gakushuin University) og hans kone, Kazuyo.

### Børn
Kronprins og kronprinsesse Akishino har to døtre og en søn:
- Mako Komuro (小室 眞子, Komuro Mako , født 23. oktober 1991 på Imperial Household Agency Hospital i Tokyo Imperial Palace);[2] tidligere prinsesse Mako (眞子内親王, Mako Naishinnō); efter hendes borgerlige ægteskab med Kei Komuro den 26. oktober 2021 opgav Mako sin kejserlige titel og forlod den kejserlige familie som krævet af 1947 Imperial Household Law.
- Prinsesse Kako af Akishino (佳子内親王, Kako Naishinnō, født 29. december 1994 på Imperial Household Agency Hospital i Tokyo Imperial Palace)[2]
- Prins Hisahito af Akishino (悠仁親王, Hisahito Shinnō , født 6. september 2006 på Aiiku Hospital i Tokyo)[2]